# Eugen Goldstein
Eugen Goldstein (Gleiwitz, 5 september 1850 – Berlijn, 25 december 1930) was een Duits natuurkundige. Hij was een pionier in het onderzoek naar gasontlading en de ontdekker van anodestralen.

## Biografie
Goldstein werd geboren in de toenmalige Duitse stad Gleiwitz (Opper-Silezië) – tegenwoordig bekend als de Poolse stad Gliwice. Hij studeerde in Breslau (1869-70) en later, onder professor Hermann von Helmholtz, aan de universiteit van Berlijn. Hij werkte van 1878 tot 1890 bij de Berlijnse Sterrenwacht en kreeg in 1888 zijn doctoraat. Het grootste gedeelte van carrière bracht hij door bij de Potsdammer Sterrenwacht, waar hij in 1927 hoofd werd van de astrofysische afdeling. Hij overleed 3 jaar later op 80-jarige leeftijd en werd begraven op Begraafplaats Weißensee.

## Werk
Goldsteins bekendste wetenschappelijke werken zijn zijn studies naar elektrische ontladingen in gassen bij zeer lage drukken. In het midden van de 19e eeuw had de Duitse natuurkundige Julius Plücker reeds ontdekt dat gasontladingsbuizen een (onzichtbaar) soort licht uitzond die door magnetische velden beïnvloed kon worden. Later, in 1869 zou een student van Plücker, Johann Wilhelm Hittorf concluderen dat deze energierijke straling afkomstig was van de negatieve elektrode, de kathode.
Het was Goldstein die rond de jaren 1870 zijn eigen onderzoek deed met gasontladingsbuizen, de naam kathodestrahlen (kathodestralen) gaf aan deze onzichtbare stralen. Net als veel andere wetenschappers dacht ook Goldstein dat kathodestralen net als zichtbaar licht, golven waren. Later zou Joseph John Thomson ontdekken dat kathodestralen elektronen zijn die van de negatieve kathode naar de positieve anode bewegen.
Rond 1886 ontdekte hij dat in met waterstofgas gevulde gasontladingsbuizen voorzien van een geperforeerde kathode ook een gloed waarneembaar was aan de achterzijde van de kathode. Hieruit concludeerde hij dat naast de reeds bekende kathodestralen er ook een ander soort stralen bestaat die in tegenovergestelde richting beweegt. Omdat deze stralen zich door de gaten, of kanalen, van de kathode heen gaan noemde Goldstein deze kanalstrahlen (kanaalstralen). Dat hij hierbij met een ander soort stralen te maken had kon Goldstein afleiden uit het feit dat deze stralen, in tegenstelling tot de kathodestralen, nauwelijks door magnetische velden werden beïnvloed.
Pas in 1895 zouden deze stralen door Jean Baptiste Perrin geïdentificeerd worden als positief geladen atoomdeeltjes (ionen) wiens identiteit bepaald wordt door het soort gas dat aanwezig is in de buis. Bij waterstof bestaan deze uit protonen. Een andere student van Helmholtz, Wilhelm Wien zou later uitgebreid onderzoek doen naar deze kanaal- of anodestralen en hierbij de basis leggen van de massaspectrometrie.